# قائمة مؤلفات محمد بن عبد الوهاب
ألّف محمد بن عبد الوهاب العديد من المصنفات الكثيرة والنافعة، معتنيًا بالدليل وناقلًا أقوال العلماء العاملين والأئمة المجتهدين، واهتم بكتابة المؤلفات بالاختصار المفيد، فألَّف في العقيدة والتوحيد والحديث والفقه والتفسير وغير ذلك من العلوم، واشتهرت مصنفاته شهرةً كبيرة، وكانت جلُّ مؤلفاته في العقيدة.

## قائمة مؤلفاته

كشف الشبهات للمؤلف الشيخ محمد بن عبد الوهاب، وقامت وزارة الشؤون الإسلامية السعودية بترجمته إلى اللغة الأردية.

أما عن مؤلفاته فهي كثيرة جداً، فقد قام بتأليف عدد من الكتب والرسائل، منها:
- كتاب مختصر الإنصاف والشرح الكبير.[2][3]
- كتاب مختصر زاد المعاد.[3]
- كتاب ثلاثة الأصول.[3][4]
- كتاب الأصول الثلاثة: وهي معرفة الرب، ومعرفة دين الإسلام، ومعرفة الرسول. اقرأه على ويكي مصدر.
- نواقض الإسلام.[5]
- كتاب التوحيد: وهو من أشهر مؤلفاته ذكر فيه معتقده حول حقيقة التوحيد والشرك ومفاسده. اقرأه على ويكي مصدر. وجعل ذلك من خلال النصوص الشرعية من الكتاب والسنة.
- كتاب كشف الشبهات: وهو في الجواب على اعتراضات المخالفين لدعوته. اقرأه على ويكي مصدر.
- كتاب القواعد الأربع: حيث ذكر في هذه الرسالة اعتقاده في بعض مسائل التوحيد.[6] اقرأه على ويكي مصدر.
- كتاب أصول الإيمان :وهو في تقرير أصول الأيمان وأركانه وذكر أدلتها من القرآن والسنة. اقرأه على ويكي مصدر.
- كتاب فضل الإسلام: وقد وضح فيه دين الإسلام وفضائل هذه الأمة على غيرها ثم حقيقة الإسلام الذي جاء به رسول الله ﷺ. اقرأه على ويكي مصدر.
- كتاب مسائل الجاهلية: وذكر فيه مئة وإحدى وثلاثين مسألة خالف الرسول صلى الله عليه وسلم فيها معتقدات أهل الجاهلية. اقرأه على ويكي مصدر.
- كتاب السيرة: وهو ملخص من كتاب السيرة لابن هشام. اقرأه على ويكي مصدر.
- كتاب الهدي النبوي: وهو ملخص لكتاب زاد المعاد لابن القيم. اقرأه على ويكي مصدر.
- كتاب شروط الصلاة وأركانها: وقد شرحت هذه الرسالة شروط الصلاة، وذكرت أركانها وواجباتها.
- كتاب الكبائر: ذكر فيه جميع الكبائر، واحدة واحدة، مفصلة في أبواب، وقد استشهد في كل باب بنصوص الكتاب والسنة.
- كتاب نصيحة المسلمين: جمع فيه أحاديث تتعلق بجميع نواحي التعليمات الإسلامية.
- كتاب تفسير الفاتحة: وهو تفسير موجز جداً لسورة الفاتحة.
- كتاب تفسير الشهادة: وهو تفسير لكلمة «لا إله إلا الله»، مع ذكر أهمية التوحيد.
- كتاب تفسير لبعض سور القرآن: وهي مجموعة لبعض تعليقاته على آيات وسور مختلفة من القرآن.
- كتاب ستة مواضع من السيرة: وهي رسالة مختصرة توضح ستة أحداث من السيرة النبوية، وله عدة رسائل صغيرة أخرى يوجد بعضها في كتاب روضة الأفكار المجلد الأول الفصل الثالث والرابع.[7]
- وله عدة رسائل صغيرة أخرى يوجد بعضها في كتاب روضة الأفكار المجلد الأول الفصل الثالث والرابع.[8][9]

قامت جامعة الإمام محمد بن سعود الإسلامية بالمملكة العربية السعودية في عام 1396هـ / 1976م بجمع مؤلفات الشيخ وتحقيقها في مجموع واحد هو "مؤلفات الشيخ الإمام محمد بن عبد الوهاب". كما وضع الدكتور أحمد الضبيب مؤلفاً بعنوان "آثار الشيخ محمد بن عبد الوهاب: سجل ببليوجرافي لما نشر من مؤلفاته ولبعض ما كتب عنه"، ذكر فيه جميع مؤلفات ورسائل الشيخ، ونُشر عام 1402هـ / 1982م.